# Jules Ricard
Antoine Henri Jules Ricard (Paříž, Francie, 25. dubna 1848 – Chantilly, Francie, 5. listopadu 1903) byl francouzský romanopisec, dramatik a choreograf.

## Životopis
Jules Ricard vystudoval práva. Po studiu práva pracoval jako právník u pařížského odvolacího soudu. Oženil se s Jeanne Louise Weipethovou, která zemřela v Bordeaux v roce 1872. Podruhé se oženil 18. září 1880 v Neuilly-sur-Seine s Augustinou Bulteauovou, která se proslavila svými články v listu Le Figaro vydávané pod pseudonymem "Foemina". Manželé se rozvedli v roce 1896. Potřetí se oženil v Paříži, 20. července 1897, s Louise Jeanne Dombrowskou, švagrovou dramatika Louise Legendreho (1851-1908).
Jako novinář spolupracoval s listy Le Figaro, Gil Blas a Le Gaulois. Navštěvoval salon hraběnky Diane de Beausacq, která ho vychovala.
Dne 31. října 1895 byl jmenován rytířem čestné legie.
Jules Ricard je pohřben na hřbitově na Montmartru.